# 王鳳超
王凤超（1945年11月—2019年9月28日），籍贯辽宁东港，中国社会科学院研究生院新闻系毕业。

## 生平
1965年至1970年在北京大学中文系学习，1970年至1977年在辽宁省新宾县第五中学、新宾县教育局工作，1977年至1978年在辽宁日报社工作，1978年至1981年在中国社科院研究生院新闻系攻读研究生。1981年后，历任中国社科院新闻研究所室副主任、副所长，国务院港澳办一司副司长，二司副司长、司长，国务院港澳办副主任、党组成员，1998年任新华社香港分社副社长，2000年后，任中联办副主任。